# Hrebinka
Hrebinka (ukr. Гребінка) – miasto na Ukrainie w obwodzie połtawskim, siedziba władz rejonu hrebinkowskiego. Ośrodek przemysłu spożywczego.
W 1989 liczyła 13 555 mieszkańców.
W 2013 liczyła 10 960 mieszkańców.